# Renault Vel Satis
De Renault Vel Satis is een automodel van de Franse autofabrikant Renault. De naam Vel Satis is een samentrekking tussen Velocité en Satisfaction (snelheid en bevrediging). Een verwijzing naar dynamiek enerzijds en rijke uitrusting anderzijds.

## Haute Gamme
De Vel Satis was een van de drie studiemodellen die het publiek rijp moest maken voor het nieuwe "Haute Gamme" van Renault. Samen met de Initiale en de Avantime zette de Vel Satis een nieuwe stijlkoers uit. De Initiale als topklasse sedan, de Vel Satis als luxe coupé en de Avantime als avantgardistische kruising tussen MPV en coupé.
Dit studiemodel was zeer richtinggevend. De voorzijde is overgenomen in het productiemodel Vel Satis, de achterzijde stond model voor de Avantime en de Mégane II.

## Productiemodel
Met het productiemodel Vel Satis mikte Renault op een nieuw succes zoals eerder behaald met de Renault 25. Een automodel in de topklasse, maar dan niet traditioneel; non-conformisme was het toverwoord. De afwijkende grill was baanbrekend, de achterruit een rechtstreekse verwijzing naar de R25. De hogere bouw van de auto bracht veel ruimte in het interieur. De komst van de Vel Satis en Laguna II was ook een technische revolutie voor Renault. De CAN bus met een heel scala aan nieuwe elektronische gadgets werd geïntroduceerd; een nieuw platform werd toegepast; nieuwe motoren, en nieuwe versnellingsbakken. Voor de productie werd een nieuwe fabriek gebouwd.
De Vel Satis bracht Renault niet wat het merk ervan hoopte. De vormgeving werd niet begrepen, en de technische revolutie eiste een zware tol. De storingsgevoeligheid van de eerste serie was hoog. Tot overmaat van ramp concurreerde de Vel Satis met de Avantime. Omdat de verkopen van de laatste dramatisch laag bleken te zijn, nam Renault de Avantime in 2003 uit productie.
In oktober 2009 werden de laatste exemplaren van de Vel Satis geproduceerd. Aanvankelijk leek er geen opvolger te komen maar eind 2010 werd de Renault Latitude gelanceerd die in hetzelfde segment viel als de Vel Satis.

### Motoren
Benzine
| Type   | Motor     | Motor     | Motor   | Vermogen | Koppel | Aandrijving | Jaartal     |
| Type   | Inhoud    | Cilinders | Kleppen | Vermogen | Koppel | Aandrijving | Jaartal     |
| ------ | --------- | --------- | ------- | -------- | ------ | ----------- | ----------- |
| 2.0 T  | 1.998 cm³ | 4-in-lijn | 16V     | 165 pk   | 250 Nm | voor        | 2002 - 2005 |
| 2.0 T  | 1.998 cm³ | 4-in-lijn | 16V     | 170 pk   | 270 Nm | voor        | 2005 - 2009 |
| 3.5 V6 | 3.498 cm³ | V6        | 24V     | 245 pk   | 330 Nm | voor        | 2002 - 2009 |

Diesel
| Type    | Motor     | Motor     | Motor   | Motor       | Vermogen | Koppel | Aandrijving | Jaartal     |
| Type    | Inhoud    | Cilinders | Kleppen | Voeding     | Vermogen | Koppel | Aandrijving | Jaartal     |
| ------- | --------- | --------- | ------- | ----------- | -------- | ------ | ----------- | ----------- |
| 2.2 dCi | 2.188 cm³ | 4-in-lijn | 16V     | common rail | 150 pk   | 320 Nm | voor        | 2002 - 2006 |
| 2.2 dCi | 2.188 cm³ | 4-in-lijn | 16V     | common rail | 140 pk   | 320 Nm | voor        | 2006 - 2009 |
| 2.0 dCi | 1.995 cm³ | 4-in-lijn | 16V     | common rail | 175 pk   | 360 Nm | voor        | 2006 - 2009 |
| 3.0 dCi | 2.958 cm³ | V6        | 24V     | common rail | 180 pk   | 350 Nm | voor        | 2002 - 2006 |
| 3.0 dCi | 2.958 cm³ | V6        | 24V     | common rail | 180 pk   | 400 Nm | voor        | 2006 - 2009 |

## Verkoopcijfers in Nederland vanaf 2002 tot 2010
| Verticaal staafdiagram van verkoopcijfers Nederland van tussen 2002 en 2010 |
| --------------------------------------------------------------------------- |
|                                                                             |

Totaal : 2187
In productie:
5 E-Tech · 
Arkana · 
Austral · 
Captur · 
Clio · 
Espace · 
Kadjar · 
Kangoo · 
Koleos · 
Master · 
Mégane · 
Mégane E-Tech · 
Rafale · 
Scenic E-Tech · 
Symbioz · 
Symbol · 
Trafic · 
Twingo · 
Twingo Electric · 
Zoe

Uit productie:
3 · 
4 · 
5 · 
6 · 
7 · 
8 · 
9 · 
10 · 
11 · 
12 · 
14 · 
15 · 
16 · 
17 · 
18 · 
19 · 
20 · 
21 · 
25 · 
30 · 
2CV · 
4CV · 
Avantime · 
Caravelle · 
Dauphine · 
Domaine · 
Estafette ·
Express · 
Floride · 
Fluence ·
Frégate · 
Fuego · 
Juvaquatre ·
Laguna · 
Latitude · 
Modus · 
Nervastella · 
Novaquatre · 
Ondine · 
Prairie · 
Primaquatre · 
Rodeo · 
Safrane · 
Savanne · 
Scénic · 
Spider · 
Talisman · 
Thalia · 
Twizy · 
Vel Satis · 
Vivasport · 
Vivastella · 
Wind